# رگاب
رگاب، روستایی در دهستان رودخانه‌بر بخش رودخانه شهرستان رودان در استان هرمزگان ایران است.

## جمعیت
بر پایه سرشماری عمومی نفوس و مسکن در سال ۱۳۹۵، جمعیت این روستا برابر با ۲۱۲ نفر (۵۹ خانوار) بوده‌است.